# 清水トンネル
清水トンネル（しみずトンネル）は、上越線の群馬県土合駅と新潟県土樽駅の間にあるトンネル。名称は付近にある清水峠にちなむ。「清水隧道」とも呼ばれた。
在来線である上越線はおのおの単線の清水トンネル、新清水トンネル（しんしみずトンネル）の2本があり、上越新幹線用の複線の大清水トンネル（だいしみずトンネル）と合わせて合計3本が並行している。
- 清水トンネル - 1922年着工、1931年9月1日開通。全長9,702m[1]。上り線専用。
- 新清水トンネル - 1963年着工、1967年9月28日開通。全長13,500m[1]。下り線専用。
- 大清水トンネル - 1979年完成、1982年11月15日開通。全長22,221m。

本稿では主に清水トンネルについて記載し、新清水トンネルと大清水トンネル、および清水トンネル内に存在した茂倉信号場についても記述する。

## 清水トンネル

### トンネル開通前
清水トンネルができる前の関東地区と新潟を結ぶ鉄道は、高崎から碓氷峠を越えて長野・直江津経由となっていた。よってこれが長野県（信濃）・新潟県（越後）へ行くメインルートで、信越本線と呼ばれていた。距離が長く、途中に難所の碓氷峠もあり、関東と新潟の往来は非常に不便であった。1914年（大正3年）には磐越西線が全通し、東北本線と同線を使用して向かうこともできるようになったが、いずれにしろ遠回りであることに変わりはなかった。

### トンネル工事
群馬県の水上から新潟県の越後中里まで、その間にそびえる谷川岳の中腹を貫いて、7つの単線トンネルが掘削された。谷川岳の山体は硬い閃緑岩ではあったが、総体としての工事自体は丹那トンネルのような悪戦苦闘の難工事ではなかった。群馬側・新潟側の両方にループ線を設置して高度を稼ぎ、土合駅と土樽駅間の本トンネル（清水トンネル）の長さをできるだけ短縮した。
測量開始は1919年（大正8年）6月、地形や気候に苦しめられながら足かけ3年の月日をかけて1921年（大正10年）の秋に測量が完了した。
工事の着手は高崎口が1922年（大正11年）8月18日、長岡口は1923年（大正12年）10月6日。導抗貫通は1929年（昭和4年）12月29日、トンネル本体の工事が完了したのは1931年（昭和6年）3月14日。
工事は鉄道省の直轄事業とされ、工事費は総額11,725,000円。工事中の公務死傷者は高崎口で死亡者21人、重軽傷者1916人。長岡口で死亡者27人、重軽傷者804人。両口併せて死亡者（殉職者）48人、重軽傷者2,720人であった。慰霊碑として旧湯檜曽駅跡地に上越南線殉死者供養塔が、土樽駅までの線路の傍らに上越北線殉職碑がある。
工事のため南側は沼田から土合まで、北側は越後湯沢から土樽まで軽便鉄道が敷かれた。
抗口付近の土樽信号場や土合信号場（当時）近傍には工事期間中の職員とその家族のための官舎や職人のための長屋、合宿所などが立ち並び、小学校の分校や診療所ができるなど、一つの集落として栄えた。

### 開通後の状況
清水トンネルの開通により上越線が全通開業したことで、かつてのメインルートだった信越本線と比べて新潟と上野の間の路線距離が約98 km短縮された。さらに難所の碓氷峠を通らずに済むこともあり、到着時間の短縮幅は約4時間にも達した。その結果、新潟地区と首都圏の交通事情が飛躍的に改善された。
開通当時は日本最長の鉄道トンネルで、1962年（昭和37年）6月10日に北陸トンネルが開通するまで30年以上その地位を保っていた。また鉄道長大トンネルとしては東洋一、世界でも第9位の長さであった。
のちに1964年に新清水トンネルが開通（後述）してからは、東京方面上り線専用のトンネルとなっている。
上越線の清水トンネルを挟む水上駅 - 石打駅間は1931年（昭和6年）の開業当時から直流電化され、電気機関車（国鉄ED16形電気機関車）が使用されていた。これは、蒸気機関車を使用して長大な清水トンネルを越えることは、機関士・機関助士が、煤煙によって窒息事故を起こすため不可能だったからである。なお気動車による列車に関しては、上越線の全線電化が早かったこともあって数は少なかったが、戦後になって非電化の羽越本線・只見線に直通する列車（特急「いなほ」、急行「鳥海」「奥只見」）を中心にいくつか生まれている。
この県境の長大なトンネルは、さまざまな点から注目を集めた。開通後、川端康成が越後湯沢（湯沢町）を訪れるようになり、その経験を元に1935年（昭和10年）から執筆されたのが文学作品『雪国』である。後には岩波書店発行の文庫のあとがきで「雪国の場所は越後の湯沢温泉である」と書いたこともあって、小説冒頭の「国境の長いトンネル」が、完成したばかりの清水トンネルと一般に解されている。戦前の国定教科書である第4期『小學國語讀本』（通称：サクラ読本。全12巻、1933年〈昭和8年〉から使用開始）の第8巻末には「淸水トンネル」として、3月に関東平野を走る汽車が清水トンネルを抜けて越後へ向かう様子が描かれている。作家の宮脇俊三はこの国定教科書で国語を習ったため、1937年（昭和12年）に小学4年の3学期の授業で「淸水トンネル」を見て同トンネルの虜になったという。宮脇は、同年夏に母と嫁ぎ先が新潟に転勤となった姉の元へ行くため、急行列車で清水トンネルを通ったときの様子を『時刻表昭和史』でつづっている。その他、群馬県の郷土カルタ「上毛かるた」にも、「ループで名高い清水トンネル」と詠まれている。内田百閒は、1953年（昭和28年）2月22日に上野発の急行「越路」で通過し、その時の様子を『雪中新潟阿房列車』に記した。その際、新潟までの路線全体を巨大な楽器の弦に例え、車両が奏でる音色を雄渾無比なソナタの旋律と評した。1962年（昭和37年）に作られた三橋美智也・福原千恵子歌唱の新民謡『とろりこ節』の歌詞には、「清水トンネルくぐって抜けりゃ・・・」とある。
トンネルの上にそびえる谷川岳は、トンネルの開通により首都圏から手軽に行ける本格的山岳として登山者に大人気となったが、冬の雪の多さと岩壁の厳しさから多くの遭難者を出し、「魔の山」と呼ばれるようになった。
2009年（平成21年）2月6日に、経済産業省より「近代化産業遺産群 続33（鉄道トンネル）」の一つとして笹子トンネルや柳ヶ瀬トンネルなどとともに近代化産業遺産に認定されている。また、2017年度には土木学会選奨土木遺産に認定された。

## 茂倉信号場
第二次世界大戦時の輸送量増強のため、上越線を含む単線の主要幹線では駅間距離が長い区間を中心に多くの信号場が設置された。清水トンネルの中間部は完成時より列車交換が可能なよう複線断面とされていたため、1943年（昭和18年）に茂倉信号場が設置された。信号場の名称は、直上にそびえる谷川連峰の茂倉岳にちなんで名づけられたものである。
後述の新清水トンネル完成後は、上り線用の追い抜き設備として用いられ、1984年（昭和59年）11月1日に廃止された。
現在も設備は温存されており、冬になると除雪のための保線車両が留置されることがある。なお新清水トンネルの中間地点にも列車交換設備を設置するための空間が存在するが、線路は敷設されておらず、清水トンネル内の茂倉信号場とも繋がってはいない。

### 歴史
- 1943年（昭和18年）5月15日：開設[1]。
- 1967年（昭和42年）9月28日：新清水トンネル開通に伴う清水トンネルの上り線専用化により、以降追い抜き設備として使用[1]。
- 1984年（昭和59年）11月1日：廃止。

## 新清水トンネル
戦後の経済成長で新潟への交通量が増え、これに対応するため上越線の複線化が実施された。新清水トンネルは群馬側のループトンネル下の新湯檜曽信号場（現在の湯檜曽駅）から掘削され、途中土合駅を通り、清水トンネルとほぼ同じく土樽駅手前で地上に出るルートが取られた。
湯檜曽駅（下りホーム）は群馬側から新清水トンネルに入ってすぐの所にある。また土合駅（下りホーム）は新清水トンネル中に設けられ、地上の駅舎までは計486段の長い階段で連絡する構造になっている。
「岩ハネ」と呼ばれる岩盤の剥離現象に悩まされて工事は難航し、湯檜曽駅付近掘削中には温泉湧出に遭遇した。その結果、泉脈の水圧低下に伴い周辺温泉街から苦情が出たため、コンクリートで湧出部を塞いだ。難工事ではあったが、技術の進歩もあり清水トンネルの約半分の工期で完成した。
新清水トンネルの完成により、清水トンネルは上り（東京方面）専用、新清水トンネルが下り（新潟方面）専用となった。
2022年現在、JR東日本管内の在来線では最長トンネルであり、単線断面の鉄道トンネルとしても国内最長である。2024年の北陸本線（敦賀駅 - 金沢駅間）の経営移管によって北陸トンネルがハピラインふくいのトンネルとなってからはJRの狭軌在来線で最長トンネルとなった。

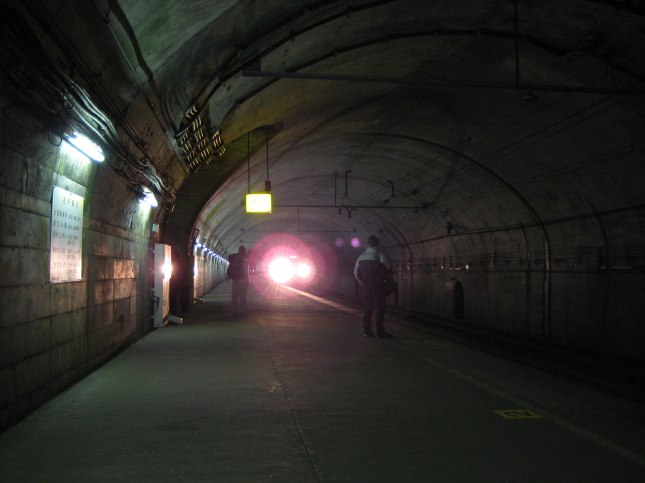
土合駅内の長岡方面の下り地下ホームに進入する長岡行き普通電車（2008年1月2日）
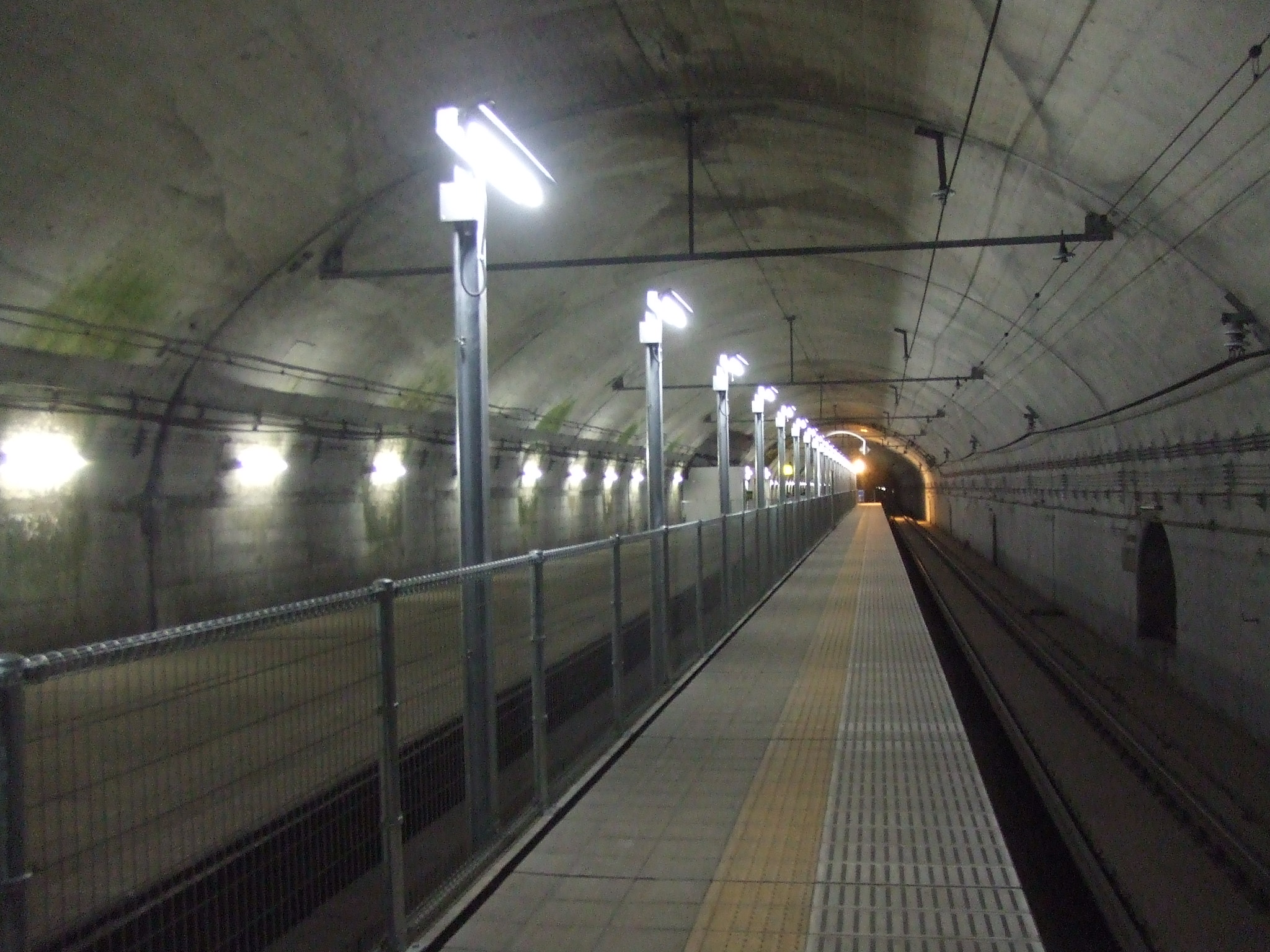
新清水トンネル内にある土合駅下りホーム もともとは待避線があり通過待ちができる構造だったが、現在は1面1線となっている（2009年5月）

## 大清水トンネル
大清水トンネル（だいしみずトンネル）は、新清水トンネルに次ぐ3本目のトンネルとして掘削されたトンネルで、上越新幹線の上毛高原駅と越後湯沢駅の間にある。1979年1月25日に貫通した。
全長22,221mは、当時世界最長だったスイス連邦鉄道（SBB、スイス国鉄）のシンプロントンネル（19,823mおよび19,803m）を抜いて世界一（1988年3月の青函トンネル貫通まで、山岳用としては2000年9月の東北新幹線岩手一戸トンネル貫通まで）となった。なお、本トンネルは上毛高原側で第2湯原トンネル（703m）・第1湯原トンネル（786m）・月夜野トンネル（7,295m）とシェルターを挟んで一体化しているため、トンネル状構造物としてはおよそ31kmが連続しており、上毛高原 - 越後湯沢間の駅付近を除いたほぼ全体を占めている。
やはり「岩ハネ」現象が多発して作業員の負傷や作業機械の損傷が続出した上、工事中には水温の非常に低い湧水に悩まされた。また、トンネルの掘削により越後湯沢温泉、水上温泉の泉脈に影響を与えて源泉枯渇や湯量減少を招いた為、後に補償として源泉集中管理システムや新規源泉の開発が両温泉地に対して行われた。
貫通してから約2か月後の1979年3月20日午後9時40分頃、群馬県側から7.3km程入った保登野沢工区付近で掘削機を解体中に火災が発生し、16名の死者を出した。
大清水トンネルの途中から新潟側に越後湯沢駅を挟んだ塩沢トンネルにかけ、長い下り坂を利用した営業最高速度275km/h運転が200系F90-93編成にのみ実施されていた時期がある。これは山陽新幹線の500系が営業最高速度300km/h運転が実現するまで、定期列車の営業運転速度としては日本最速であった。

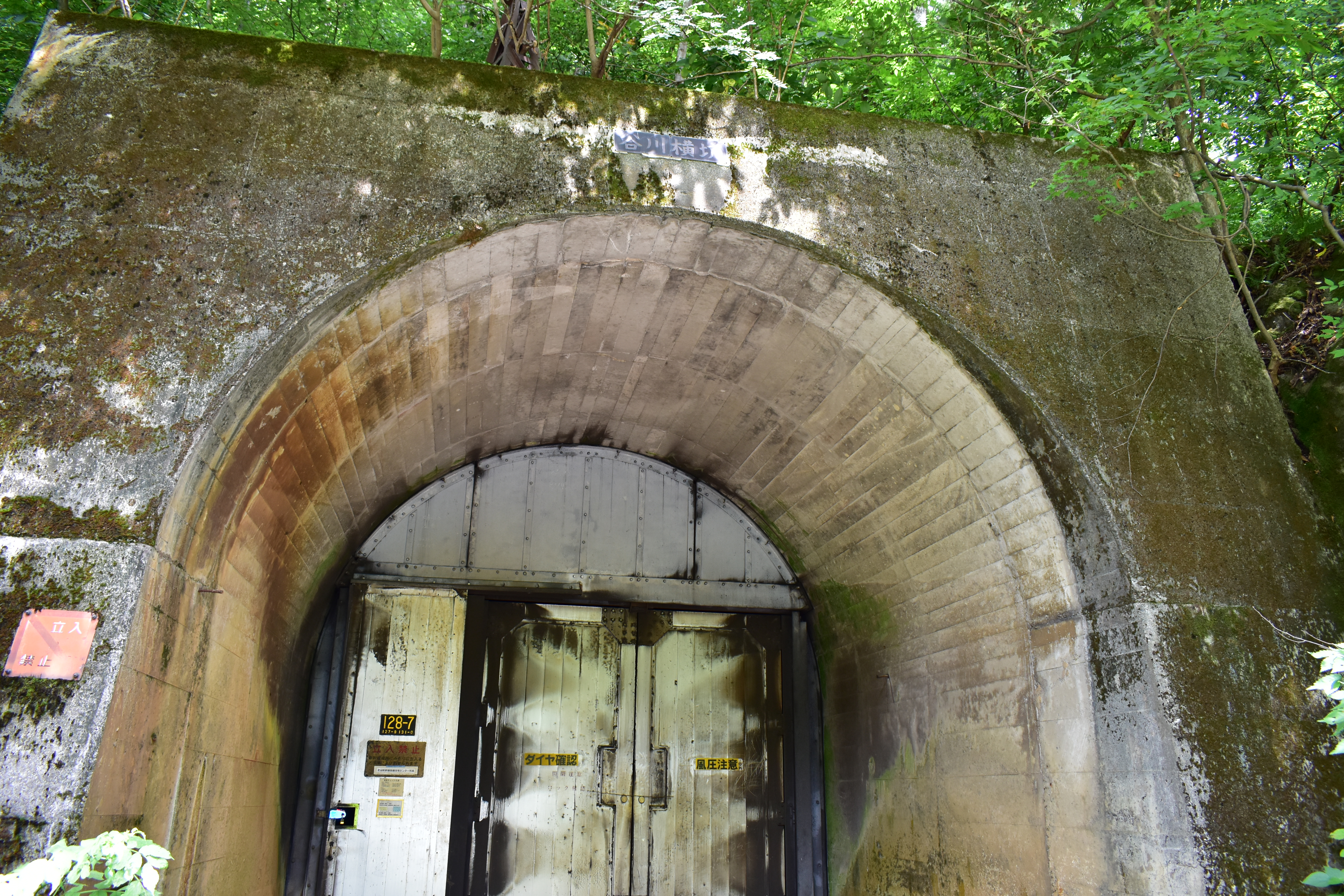
大清水トンネル谷川横坑（群馬県みなかみ町）
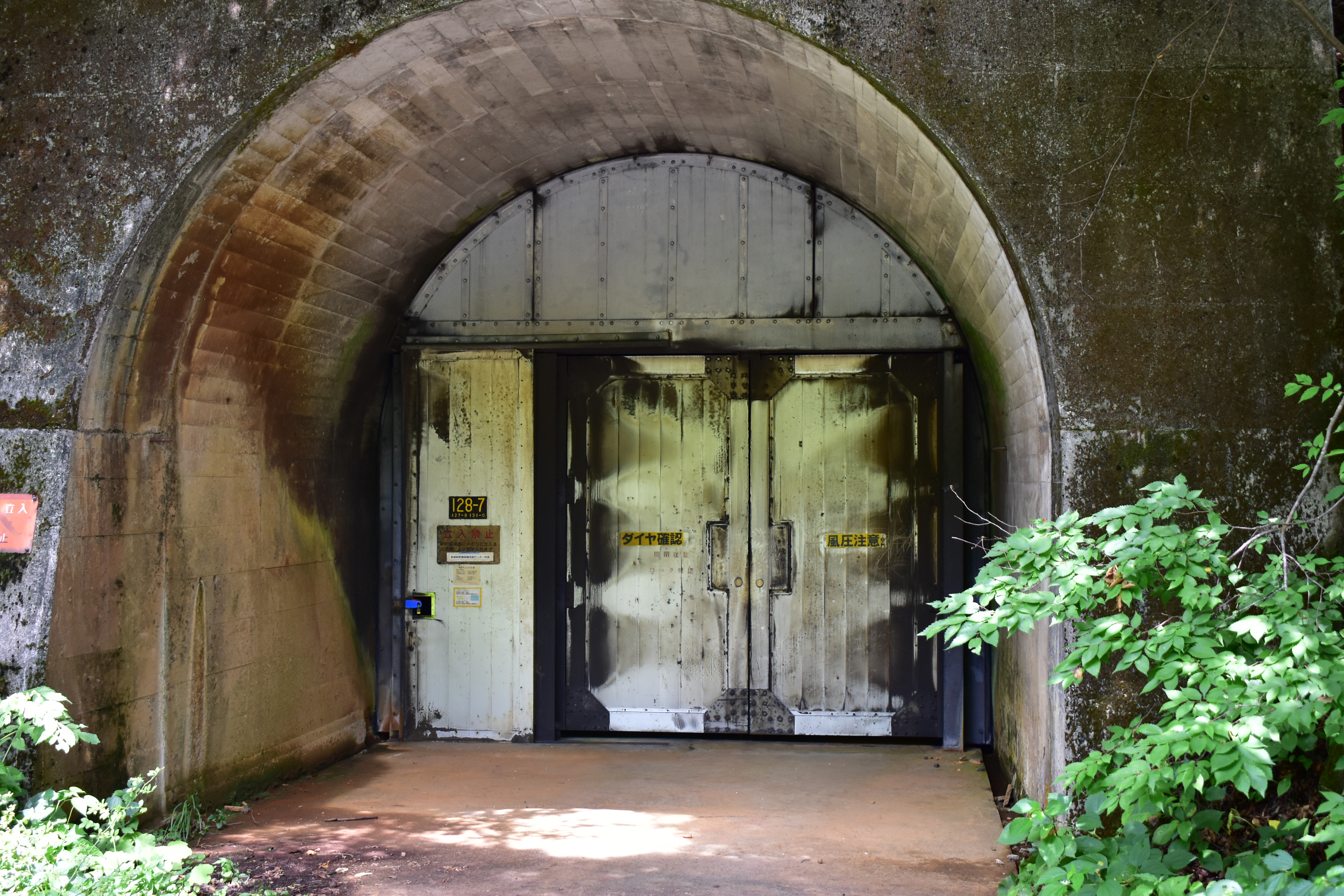
大清水トンネル谷川横坑
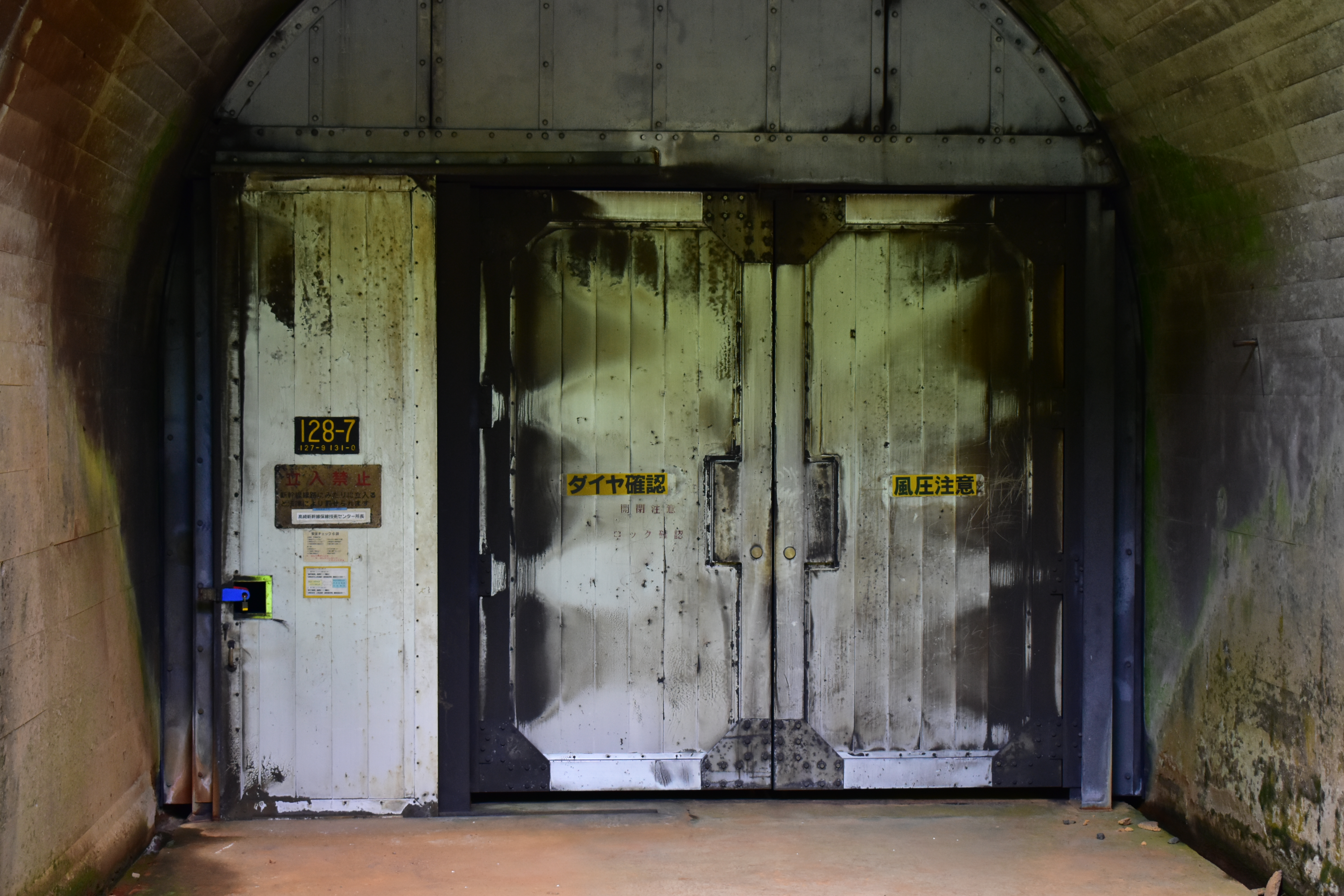
大清水トンネル谷川横坑
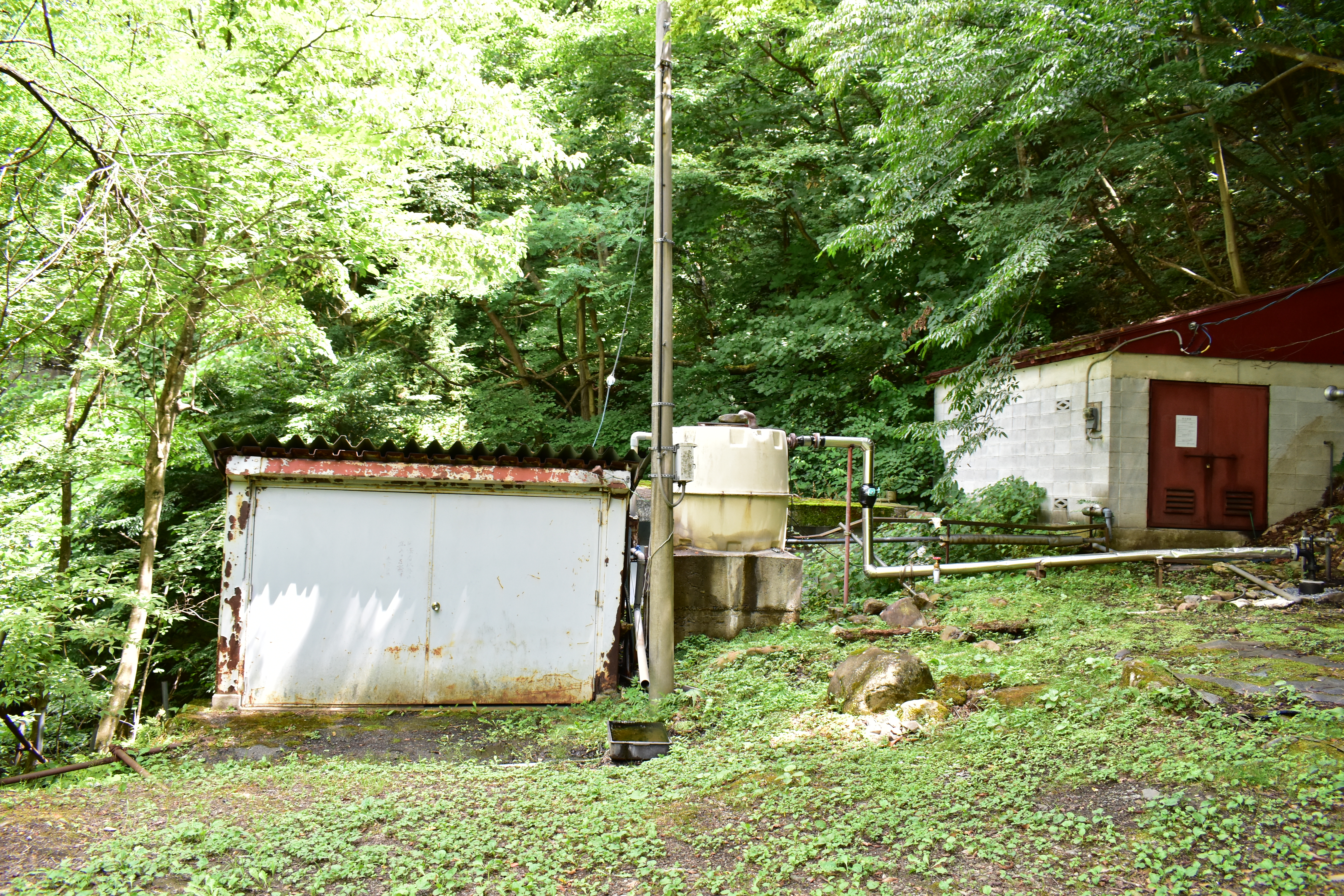
揚水場（トンネル内地下水を排水する）

### 湧水の利用
上述のように、大清水トンネル掘削中には湧水に悩まされたが、その水が非常に美味であったことから、湧水は後にミネラルウォーターや清涼飲料水に利用されて販売された。なお、トンネルの名称は「“だい”しみずトンネル」であるが、飲料水ブランドとしての名称は『名水「大清水（おおしみず）」』である。
「名水『大清水』」ブランドの製品は1984年（昭和59年）より販売され、発売元は日本国有鉄道からJR東日本を経て、JR東日本高崎支社の関連会社であるジェイアール高崎商事へと代わったが、2006年に一旦終売した後、JR東日本の飲料事業を一本化したJR東日本ウォータービジネス（現：JR東日本クロスステーション）に完全移管され、翌2007年より『「From AQUA」〜谷川連峰の天然水〜』としてリニューアル。主にJR東日本の関東甲信越エリアにおいて、駅構内の自動販売機などで販売されている。